# Aeroclube do Paraná
O Aeroclube do Paraná, situado em Curitiba, capital do estado brasileiro do Paraná, é uma escola de pilotagem de avião, helicóptero, mecânico de aeronaves e comissário(a) de voo.

## História
Em 6 de janeiro de 1918 foi comprada a primeira aeronave do Paraná pelo governo estadual e em 24 de março de 1918 foi oficialmente criada a Escola Paranaense de Aviação para habilitar o ensino aero-militar. A primeira Sede Administrativa foi no quartel da Companhia de Bombeiros Pontoneiros; e o hangar e a pista de pouso e decolagem eram no atual bairro do Portão, porém, em 5 de julho de 1927 um incêndio destruiu seus únicos dois aviões, encerrando as atividades desta escola. Estas aeronaves eram:
- Um Morane-Borel I - batizado de Sargento - um monoplano biplace (em tandem) com comando único;
- Um Morane-Borel II - um monoplano biplace (em tandem) com comando duplo[2].

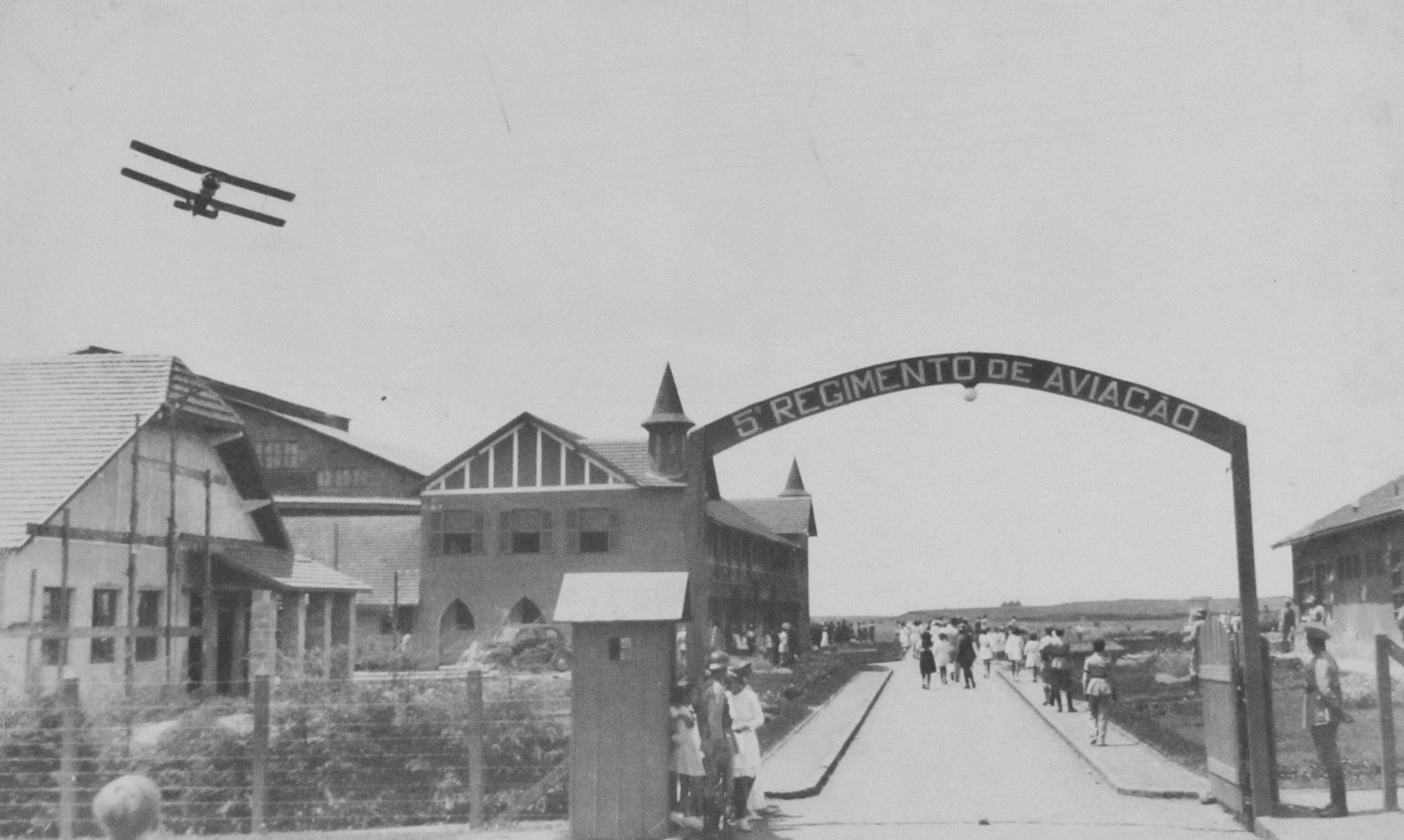
Antigo quartel do 5° Regimento de Aviação, sede atual do CINDACTA II.

Em 9 de janeiro de 1932 foi retomado o ensino aeronáutico no estado com a fundação do Aeroclube do Paraná  por entusiastas da aviação, sendo o segundo aeroclube mais antigo do Brasil e utilizando a pista do Aeroporto do Bacacheri, situado no bairro de mesmo nome a apenas 4 quilômetros do centro da cidade, desde a década de 1930, quando foi instalado o 5º Regimento de Aviação no Bacacheri
Entre seus egressos mais ilustres, encontra-se Pierre Clostermann, ás da RAF - Royal Air Force durante a II Guerra Mundial e o aeroclube possui, atualmente, uma relíquia que é o avião Fairchild PT-19, fabricado de madeira, tela e alumínio construído em 1936 e que serviu para os Correios até 1978, sendo doado ao aeroclube.